# مقاطعة ستراكونيتسه
مقاطعة ستراكونيتسه (بالتشيكية: Okres Strakonice)‏ هي مقاطعة (أوكريس) في إقليم جنوب بوهيميا في جمهورية التشيك.
عاصمة هذه المقاطعة هي مدينة ستراكونيتسه.

## اقرأ أيضاً
- مقاطعات جمهورية التشيك